# 克默爾扎納鄉
48°00′N 23°19′E / 48.000°N 23.317°E
克默爾扎納鄉（羅馬尼亞語：Comuna Cămărzana, Satu Mare），是羅馬尼亞的鄉份，位於該國西北部，由薩圖馬雷縣負責管轄，面積49平方公里，海拔高度184米，2007年人口2,581，人口密度每平方公里53人。